# 若狭丸
若狭丸（わかさまる）は日本郵船の貨客船。

## 船歴
日本郵船は欧州航路の創設に伴い13隻（予備船1隻を含む）の新造船を投入することとし、その内訳は神奈川丸級貨客船と若狭丸級貨客船をそれぞれ6隻ずつと、予備船の「信濃丸」を新造することとした
。
「若狭丸」は若狭丸級貨客船の1番船で、スコットランド、グラスゴーのD. W. Henderson社で建造され、1897年3月8日に進水。同年4月に竣工し、8月12日に横浜に到着した。姉妹船は「因幡丸」、「丹波丸」、「備後丸」、「佐渡丸」、「阿波丸」。
1902年、帰国する滝廉太郎が乗船した。
日露戦争時、陸軍に徴傭される（1904年3月31日徴傭、1906年4月4日解傭）。
1912年、東洋移民会社とのブラジル行移民輸送契約が成立。「神奈川丸」に続いて「若狭丸」が3度移民輸送を行った。
次いで日本郵船はブラジル移民組合と移民輸送契約を結び、「若狭丸」が第一船として1917年4月25日に神戸より出航してサントスへ向かった。この時の経由地はシンガポール、デラゴアベイ、ケープタウンであった。帰路は当初はパナマ運河経由であったが、1918年4月からは南アフリカ経由となった。この南米東岸線は1931年に近海郵船、大阪商船との協約により休止となった。「若狭丸」は16回の航海で移民1万3460人を運んだ。1918年4月25日神戸発の航海では船内で流行性脳脊髄膜炎が蔓延し、香山六郎の『移民四十年史』によれば60名が、外務省通商局の『移民運送船之研究』に収録されている日系人医師高岡専太郎の回想文によれば航海中に53名が死亡した。
1933年10月23日、若狭丸は第一次船舶改善助成施設を適用して建造される那古丸（N型貨物船）の解体見合い船に指定されて売却され、翌年2月22日に解体された。